# Cheiracanthium mordax
Cheiracanthium mordax là một loài nhện trong họ Miturgidae.
Loài này thuộc chi Cheiracanthium. Cheiracanthium mordax được Ludwig Carl Christian Koch miêu tả năm 1866.